# Vikas Gowda
Vikas Shive Gowda (Vikas Shive Gowda; * 5. Juli 1983 in Mysore, Karnataka) ist ein ehemaliger indischer Leichtathlet, der sich auf den Diskuswurf spezialisiert hat, zu Beginn seiner Karriere aber auch im Kugelstoßen aktiv war.

## Sportliche Laufbahn
Erste internationale Erfahrungen sammelte Vikas Gowda im Jahr 2002, als er bei den Juniorenweltmeisterschaften in Kingston im Kugelstoßen mit 19,30 m den achten Platz belegte und im Diskusbewerb mit 54,46 m Rang zwölf erreichte. 2004 qualifizierte er sich erstmals für die Teilnahme an den Olympischen Spielen in Athen, verpasste dort aber mit einer Weite von 61,39 m den Finaleinzug im Diskuswurf. Im Jahr darauf scheiterte er im Diskuswurf bei den Weltmeisterschaften in Helsinki mit 62,04 m in der Vorrunde und gewann bei den Asienmeisterschaften in Incheon mit 62,84 m die Silbermedaille hinter dem Iraner Ehsan Hadadi. 2006 belegte er bei den Commonwealth Games in Melbourne mit 18,46 m den fünften Platz im Kugelstoßen und wurde mit dem Diskus mit 60,08 m Sechster. Daraufhin nahm er erstmals an den Asienspielen in Doha teil und belegte dort mit 18,09 m den siebten Platz im Kugelstoßen und erreichte im Diskusbewerb mit 58,28 m Rang sechs.
Sich nunmehr ganz auf den Diskuswurf konzentrierend gelangte er bei den Asienmeisterschaften 2007 in Amman mit 60,91 m auf den vierten Platz und schied anschließend bei den Weltmeisterschaften in Osaka mit 61,22 m in der Qualifikation aus. 2008 qualifizierte er sich erneut für die Olympischen Spiele in Peking, kam aber mit 60,69 m erneut nicht über die Vorrunde hinaus. Nach einem Jahr Wettkampfpause gewann er bei den Commonwealth Games 2010 in Neu-Delhi mit einer Weite von 63,69 m die Silbermedaille hinter dem Australier Benn Harradine und startete anschließend erneut bei den Asienspielen in Guangzhou, bei denen er mit 63,13 m die Bronzemedaille hinter den Iranern Hadadi und Mohammad Samimi.
Im Jahr 2011 gewann er bei den Asienmeisterschaften in Kōbe mit 61,58 m die Silbermedaille hinter Hadadi und anschließend belegte er bei den Weltmeisterschaften in Daegu mit 64,05 m den siebten Platz. Im Jahr darauf erreichte er bei seinen dritten Olympischen Spielen in London das Finale und klassierte sich dort mit einer Weite von 64,79 m auf dem achten Platz. Zudem stellte er in diesem Jahre mit 66,28 m einen neuen indischen Landesrekord auf. 2013 siegte er bei den Asienmeisterschaften in Pune mit einem Wurf auf 64,90 m. Daraufhin erreichte er bei den Weltmeisterschaften in Moskau mit 64,03 m Rang sieben. 2014 siegte er bei den Commonwealth Games in Glasgow mit 63,64 m und gewann anschließend mit 62,58 m die Silbermedaille bei den Asienspielen im südkoreanischen Incheon hinter dem Iraner Hadadi.
2015 verteidigte Gowda seinen Titel bei den Asienmeisterschaften in Wuhan mit einer Weite von 62,03 m. Anschließend erreichte er bei den Weltmeisterschaften in Peking das Finale und belegte dort mit 62,24 m den neunten Platz. Im Jahr darauf scheiterte er bei den Olympischen Spielen in Rio de Janeiro mit 58,99 m in der Qualifikation und 2017 gewann er bei den Asienmeisterschaften in Bhubaneswar mit 60,81 m die Bronzemedaille hinter Hadadi und dem Malaysier Muhammad Irfan Shamsuddin. Daraufhin beendete er seine aktive sportliche Karriere im Alter von 34 Jahren.
2011 wurde Gowda mit dem Arjuna Award ausgezeichnet und 2017 wurde ihm der Padma Shri überreicht.

## Persönliche Bestleistungen
- Kugelstoßen: 19,62 m, 13. Mai 2006 in Atlanta
  - Kugelstoßen (Halle): 19,60 m, 18. Februar 2005 in Chapel Hill (ehemaliger indischer Rekord)
- Diskuswurf: 66,28 m, 12. April 2012 in Norman (indischer Rekord)